# Andrés Vázquez de Sola
Andrés Vázquez de Sola   (San Roque, 25 de juliol de 1927 - Monachil, 26 de setembre de 2024) va ser un caricaturista i dibuixant satíric espanyol.

## Biografia
Nascut a San Roque el 1927, va mostrar amb assiduïtat les seves caricatures a Televisió Espanyola cap al seus inicis en un dels programes d'èxit de l'època: Noches del sábado. De ser fill d'una família d'ordre havia passat a ser militant clandestí del PCE. Després de viure moltes vicissituds a París, on va fer diverses feines, i va estar a punt de morir al caure d'una bastida fent de manobre, Vázquez de Sola va començar a publicar els seus dibuixos a la revista Le Canard enchainé, i finalment es va convertir en tot un autor de prestigi per al públic francès, publicant al diari L'Humanité o a Le Monde diplomatique. Mai no es desvinculà d'Espanya, i publicà diversos llibres denunciant el règim franquista i ridiculitzant Franco: La Franquíssima gràcia, El General Franquísimo, o Historia triste de un perro triste, entre d'altres. També publicà a Mundo Obrero, Interviú, La Tribuna de Marbella, El Cocodrilo, o a altres publicacions, on tingué problemes i censura.
Quan va arribar la democràcia va tornar a l'Estat espanyol, però molta gent s'havia oblidat d'ell. Va publicar a diverses revistes, i acabà plegant perquè no podia exercir amb llibertat d'expressió. Unes caricatures contra Felipe González i l'OTAN el van portar a la banqueta dels acusats. Sempre va ser una veu crítica, contestatària, compromesa, coherent i honesta amb els seus ideals profundament democràtics. La seva sàtira va incomodar el poders fos del colr que fos. Els darrers anys va fer exposicions de caricatures, va publicar a la revista Mongolia i va ser el protagonista d'un documental sobre la seva vida.

## Obra publicada
- La triste vie d'un homme triste (1968)
- La Franquíssima gràcia (1970)
- El General Franquísimo o la muerte civil de un militar moribundo (1971)
- Vida y muertes del general Franquísimo: la ascensión de un carro negro y un Carrero Blanco (1974)
- Caricatures (1975)
- Giscaricatures (1975)
- RIP General Franquísimo (1975)
- Vida sexual de Jesús, alias el Todo Poderoso (1975)
- Vida sexual del general franquísimo alias Paquita la culona (1975)
- Seré Franco o la perra vida de un perro flaco (1977)
- Caricaturas flamencas (1982)
- Federico García Lorca et ses amis, portraits par Vazquez de Sola (1986)
- Verdadera historia de mi tío el bienaventurado fray Diego de Cádiz (1987)
- Madrid Carigato (1989)
- Me cago en el Quinto Centenario 1492-1992 (1989)
- Las mujeres de mis sueños (1989)
- Virgo fidelis, virgo clemens, virgo potens y otros virgos (1990)
- Caricaturas (1995)
- Letras bastardillas (2003)
- República o "esto" (2004)
- Los cinco en punto de mira (2006)
- La madre negra (2008)
- Cenizas de un mar en llamas (2009)
- Cartas para leer a oscuras (2009)
- Jaque mate (2010)
- La Pepa y la Ilustración (2012)
- El polvo del camino y viceversa (2015)
- Córdoba eterna : savia y sabiduría (2016)